# Duingentiaan
De duingentiaan (Gentianella uliginosa, synoniem: Gentianella amarella subsp. uliginosa, Gentiana uliginosa) is een eenjarige plant uit de gentiaanfamilie (Gentianaceae). De soort komt van nature voor in Europa en is inheems in Vlaanderen.
De plant wordt 5 tot 25 centimeter hoog en vormt een wortelrozet. De onderste stengelbladeren zijn tot twee centimeter lang en zes millimeter breed. Ze zijn lancetvormig en puntig.
De duingentiaan bloeit vanaf juli tot in november met paarse of witte, 9 tot 20 millimeter grote, vier- of vijftallige bloemen. De topbloem heeft een lange bloemsteel. De bloeiwijze bestaat uit een tot twee bloemen. De keel van de bloemkroon is van binnen gebaard met trilharen. De kelk is tot twee centimeter lang. De kelkslippen hebben een sterk verschillende grootte.
De vrucht is een ongesteelde doosvrucht.

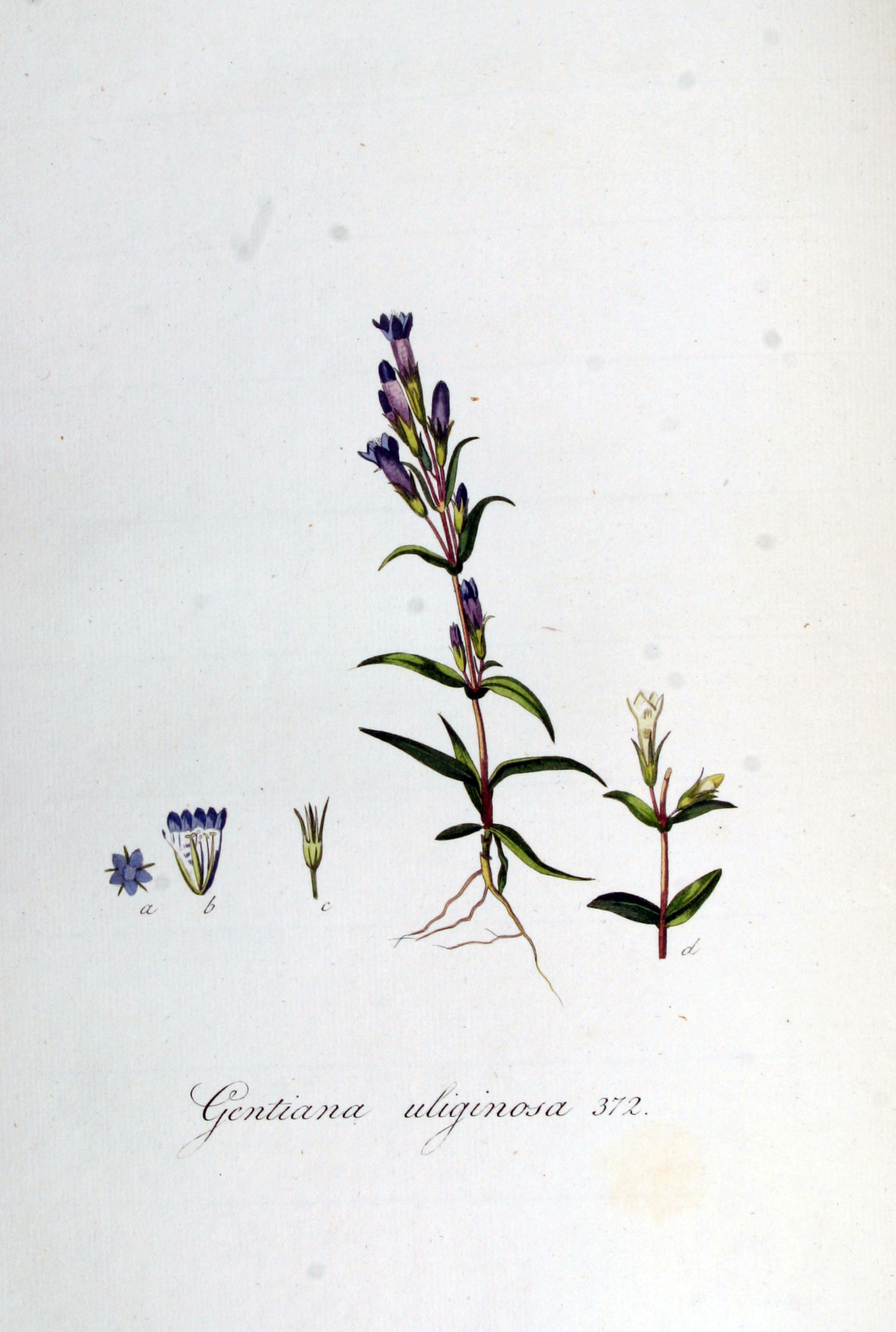
Illustratie uit Flora Batava
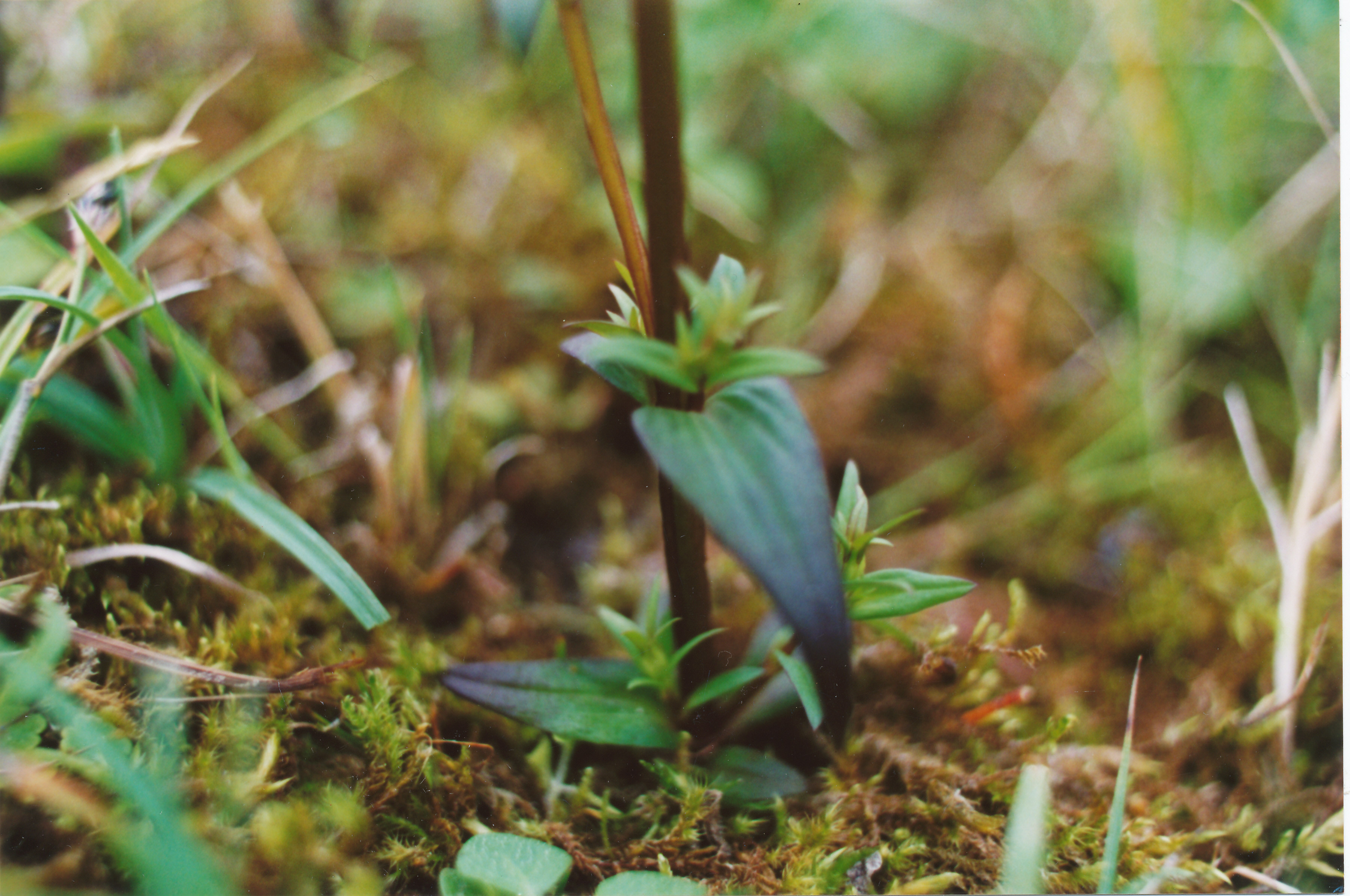
Plant
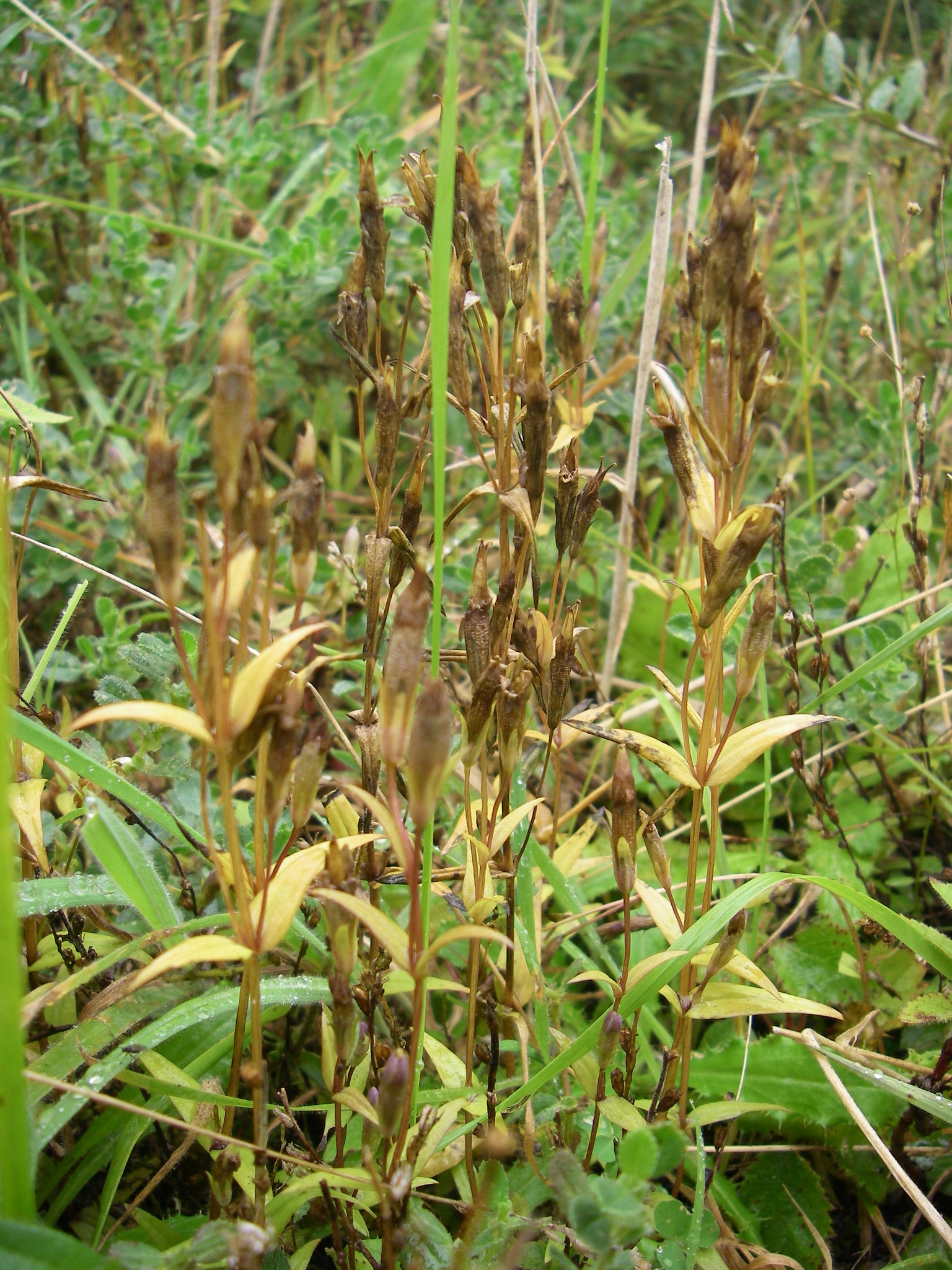
Plant met vruchten
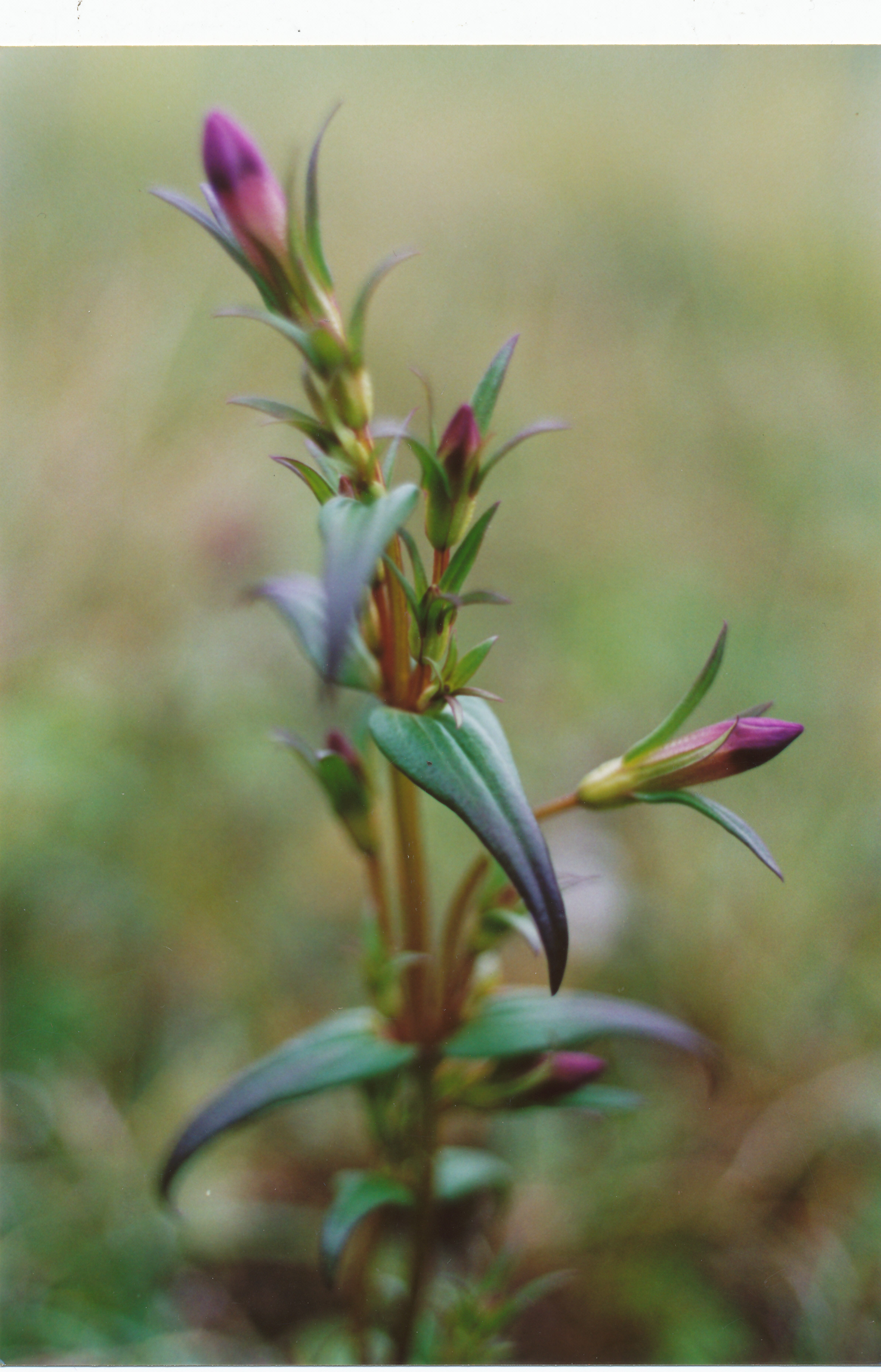
Stengelblad

De duingentiaan komt voor op vochtige plaatsen in moerassen, weiden, kwelders en duinkommen.